# Kvazepam
Kvazepam, koji se, između ostalog, prodaje pod brendom Doral, je lek derivata benzodiazepina sa relativno dugotrajnim dejstvom koji je razvila korporacija Šering tokom 1970-ih. Kvazepam se koristi za lečenje nesanice, uključujući indukciju spavanja i održavanje sna. Kvazepam izaziva umanjenje motoričke funkcije i ima relativno (i jedinstveno) selektivna hipnotička i antikonvulzivna svojstva sa znatno manjim potencijalom predoziranja od drugih benzodiazepina (zbog njegove nove selektivnosti za dati podtip receptora). Kvazepam je efikasan hipnotik koji indukuje i održava san bez ometanja arhitekture spavanja.
Patentiran je 1970. godine i ušao je u medicinsku upotrebu 1985. godine.

## Osobine
Kvazepam je organsko jedinjenje, koje sadrži 17 atoma ugljenika i ima molekulsku masu od 386,794 .
| Osobina                  | Vrednost |
| ------------------------ | -------- |
| Broj akceptora vodonika  | 2        |
| Broj donora vodonika     | 0        |
| Broj rotacionih veza     | 3        |
| Particioni koeficijent ( | 5,9      |
| Rastvorljivost (logS, log(mol/L))       | -8,3     |
| Polarna površina (PSA, Å2)  | 47,7     |

## Literatura
- Hardman JG, Limbird LE, Gilman AG (2001). Goodman & Gilman's The Pharmacological Basis of Therapeutics (10. изд.). New York: McGraw-Hill. ISBN 0071354697. doi:10.1036/0071422803.
- Thomas L. Lemke; David A. Williams, ур. (2007). Foye's Principles of Medicinal Chemistry (6. изд.). Baltimore: Lippincott Willams & Wilkins. ISBN 0781768799.

## Spoljašnje veze
|  | Molimo Vas, obratite pažnju na važno upozorenje u vezi sa temama iz oblasti medicine (zdravlja). |